# Torres (nazwisko)

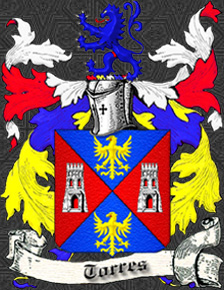

Torres – nazwisko hiszpańskojęzyczne, pochodzące od rzeczownika "torre" - wieża. W 2004 roku 22 nazwisko w Hiszpanii.